# Neco Williams
Neco Shay Williams (Wrexham, Gales, 13 de abril de 2001) es un futbolista británico que juega como defensa para el Nottingham Forest F. C. de la Premier League de Inglaterra.

## Trayectoria
Tras formarse en las filas inferiores del Liverpool F. C. desde los 8 años durante diez temporadas, finalmente en 2019 ascendió al primer club, haciendo su debut el 30 de octubre en un encuentro de la Copa de la Liga contra el Arsenal F. C. llegando a disputar la totalidad de los noventa minutos del encuentro, produciéndose un empate a cinco con posterior tanda de penaltis.
El 1 de febrero de 2022 se marchó de Liverpool para jugar como cedido en el Fulham F. C. lo que restaba de temporada. Tras esta cesión fue traspasado al Nottingham Forest F. C., equipo con el que firmó un contrato de cuatro años.

## Selección nacional
El 3 de septiembre de 2020 hizo su debut con la selección absoluta de Gales tras jugar la última media hora del encuentro de la Liga de Naciones de la UEFA 2020-21 ante Finlandia que el conjunto británico venció por 0-1.

## Estadísticas

### Clubes
Actualizado al último partido disputado el 25 de mayo de 2025.
| Club | Div.          | Temporada     | Liga  | Liga  | Copas nacionales(1) | Copas nacionales(1) | Copas internacionales(2) | Copas internacionales(2) | Total | Total |
| Club | Div.          | Temporada     | Part. | Goles | Part.               | Goles               | Part.                    | Goles                    | Part. | Goles |
| --- | ------------- | ------------- | ----- | ----- | ------------------- | ------------------- | ------------------------ | ------------------------ | ----- | ----- |
| Liverpool F. C. Inglaterra | 1.ª           | 2019-20       | 6     | 0     | 5                   | 0                   | 0                        | 0                        | 11    | 0     |
| Liverpool F. C. Inglaterra | 1.ª           | 2020-21       | 6     | 0     | 4                   | 0                   | 4                        | 0                        | 14    | 0     |
| Liverpool F. C. Inglaterra | 1.ª           | 2021-22       | 1     | 0     | 4                   | 0                   | 3                        | 0                        | 8     | 0     |
| Liverpool F. C. Inglaterra | Total club    | Total club    | 13    | 0     | 13                  | 0                   | 7                        | 0                        | 33    | 0     |
| Fulham F. C. Inglaterra | 2.ª           | 2021-22       | 14    | 2     | 1                   | 0                   | ―                        | ―                        | 15    | 2     |
| Fulham F. C. Inglaterra | Total club    | Total club    | 14    | 2     | 1                   | 0                   | 0                        | 0                        | 15    | 2     |
| Nottingham Forest F. C. Inglaterra | 1.ª           | 2022-23       | 31    | 1     | 5                   | 0                   | ―                        | ―                        | 36    | 1     |
| Nottingham Forest F. C. Inglaterra | 1.ª           | 2023-24       | 26    | 0     | 6                   | 0                   | ―                        | ―                        | 32    | 0     |
| Nottingham Forest F. C. Inglaterra | 1.ª           | 2024-25       | 35    | 1     | 4                   | 0                   | —                        | —                        | 39    | 1     |
| Nottingham Forest F. C. Inglaterra | Total club    | Total club    | 92    | 2     | 15                  | 0                   | 0                        | 0                        | 107   | 2     |
| Total carrera | Total carrera | Total carrera | 119   | 4     | 29                  | 0                   | 7                        | 0                        | 155   | 4     |
| (1) Incluye datos de Copa de la Liga (2019-act.), FA Cup (2020-act.), Community Shield (2020). (2) Incluye datos de Liga de Campeones de la UEFA (2020-22). |               |               |       |       |                     |                     |                          |                          |       |       |

## Palmarés

### Campeonatos nacionales
| Título           | Club            | País       | Año  |
| ---------------- | --------------- | ---------- | ---- |
| Premier League   | Liverpool F. C. | Inglaterra | 2020 |
| EFL Championship | Fulham F. C.    | Inglaterra | 2022 |

### Campeonatos internacionales
| Título                 | Club            | País  | Año  |
| ---------------------- | --------------- | ----- | ---- |
| Copa Mundial de Clubes | Liverpool F. C. | Catar | 2019 |